# Joakim Mæhle
Joakim Mæhle Pedersen (sinh ngày 20 tháng 5 năm 1997) là một cầu thủ bóng đá chuyên nghiệp người Đan Mạch thi đấu  ở vị trí hậu vệ cho câu lạc bộ Atalanta tại Serie A và đội tuyển quốc gia Đan Mạch.

## Thống kê sự nghiệp

### Câu lạc bộ
Tính đến ngày 13 tháng 11 năm 2022
| Club         | Season       | League             | League | League | National Cup | National Cup | Europe | Europe | Other | Other | Total | Total |
| Club         | Season       | Division           | Apps   | Goals  | Apps         | Goals        | Apps   | Goals  | Apps  | Goals | Apps  | Goals |
| ------------ | ------------ | ------------------ | ------ | ------ | ------------ | ------------ | ------ | ------ | ----- | ----- | ----- | ----- |
| AaB          | 2016–17      | Danish Superliga   | 24     | 1      | 1            | 0            | –      | –      | –     | –     | 25    | 1     |
| Genk         | 2017–18      | Belgian Pro League | 25     | 0      | 2            | 0            | –      | –      | –     | –     | 27    | 0     |
| Genk         | 2018–19      | Belgian Pro League | 39     | 3      | 2            | 1            | 13     | 0      | –     | –     | 54    | 4     |
| Genk         | 2019–20      | Belgian Pro League | 25     | 0      | 2            | 1            | 6      | 0      | 0     | 0     | 33    | 1     |
| Genk         | 2020–21      | Belgian Pro League | 16     | 1      | 0            | 0            | –      | –      | –     | –     | 16    | 1     |
| Genk         | Total        | Total              | 105    | 4      | 4            | 2            | 19     | 0      | 0     | 0     | 128   | 6     |
| Atalanta     | 2020–21      | Serie A            | 20     | 0      | 3            | 0            | 2      | 0      | –     | –     | 25    | 0     |
| Atalanta     | 2021–22      | Serie A            | 26     | 1      | 1            | 1            | 8      | 1      | –     | –     | 35    | 3     |
| Atalanta     | 2022–23      | Serie A            | 14     | 0      | 0            | 0            | –      | –      | –     | –     | 14    | 0     |
| Atalanta     | Total        | Total              | 60     | 1      | 4            | 1            | 10     | 1      | –     | –     | 74    | 3     |
| Career total | Career total | Career total       | 189    | 6      | 9            | 3            | 29     | 1      | 0     | 0     | 227   | 10    |

1. ↑  Appearance(s) in UEFA Europa League
2. 1 2  Appearance(s) in UEFA Champions League
3. ↑  Five appearances in UEFA Champions League, three appearances and one goal in UEFA Europa League

### Quốc tế
Tính đến ngày 26 tháng 3 năm 2024
| Đội tuyển quốc gia | Năm  | Trận | Bàn |
| ------------------ | ---- | ---- | --- |
| Đan Mạch           | 2020 | 6    | 1   |
| Đan Mạch           | 2021 | 17   | 7   |
| Đan Mạch           | 2022 | 11   | 1   |
| Đan Mạch           | 2023 | 8    | 2   |
| Đan Mạch           | 2024 | 1    | 0   |
| Tổng               | Tổng | 43   | 11  |

Bàn thắng và kết quả của Đan Mạch được để trước.
| #  | Ngày                 | Địa điểm                                  | Số trận | Đối thủ        | Bàn thắng | Kết quả | Giải đấu                      |
| -- | -------------------- | ----------------------------------------- | ------- | -------------- | --------- | ------- | ----------------------------- |
| 1  | 7 tháng 10 năm 2020  | MCH Arena, Herning, Đan Mạch              | 2       | Quần đảo Faroe | 3–0       | 4–0     | Giao hữu                      |
| 2  | 31 tháng 3 năm 2021  | Sân vận động Ernst Happel, Viên, Áo       | 8       | Áo             | 2–0       | 4–0     | Vòng loại FIFA World Cup 2022 |
| 3  | 21 tháng 6 năm 2021  | Sân vận động Parken, Copenhagen, Đan Mạch | 13      | Nga            | 4–1       | 4–1     | UEFA Euro 2020                |
| 4  | 26 tháng 6 năm 2021  | Johan Cruyff Arena, Amsterdam, Hà Lan     | 14      | Wales          | 3–0       | 4–0     | UEFA Euro 2020                |
| 5  | 1 tháng 9 năm 2021   | Sân vận động Parken, Copenhagen, Đan Mạch | 17      | Scotland       | 2–0       | 2–0     | Vòng loại FIFA World Cup 2022 |
| 6  | 9 tháng 10 năm 2021  | Sân vận động Zimbru, Chișinău, Moldova    | 20      | Moldova        | 4–0       | 4–0     | Vòng loại FIFA World Cup 2022 |
| 7  | 12 tháng 10 năm 2021 | Sân vận động Parken, Copenhagen, Đan Mạch | 21      | Áo             | 1–0       | 1–0     | Vòng loại FIFA World Cup 2022 |
| 8  | 12 tháng 11 năm 2021 | Sân vận động Parken, Copenhagen, Đan Mạch | 22      | Quần đảo Faroe | 3–1       | 3–1     | Vòng loại FIFA World Cup 2022 |
| 9  | 29 tháng 3 năm 2022  | Sân vận động Parken, Copenhagen, Đan Mạch | 25      | Serbia         | 1–0       | 3–0     | Giao hữu                      |
| 10 | 7 tháng 9 năm 2023   | Sân vận động Parken, Copenhagen, Đan Mạch | 38      | San Marino     | 2–0       | 4–0     | Vòng loại UEFA Euro 2024      |
| 11 | 17 tháng 11 năm 2023 | Sân vận động Parken, Copenhagen, Đan Mạch | 41      | Slovenia       | 1–0       | 2–1     | Vòng loại UEFA Euro 2024      |

## Danh hiệu
Genk
- Belgian First Division A: 2018–19